# Schronisko koło Bramy w Uroczysku Bogdaniec
Schronisko koło Bramy w Uroczysku Bogdaniec – jaskinia typu schronisko w miejscowości Siedlec w województwie śląskim, w powiecie częstochowskim, w gminie Janów. Pod względem geograficznym znajduje się na Wyżynie Olkuskiej będącej częścią Wyżyny Krakowsko-Częstochowskiej.

## Opis schroniska
Schronisko znajduje się na wzniesieniu o nazwie Góra Trzecia, u południowo-wschodniej podstawy skały o nazwie Duch. Składa się z trzech dość głębokich nyż nakrytych wspólnym okapem. Dwie nyże zostały wypłukane w skale, około pół metra powyżej jej podstawy, trzecia znajduje się poniżej i ma obfite próchniczne namulisko.
Schronisko utworzyło się w wapieniach jurajskich. Obiekt jest widny i suchy.
Schronisko powstało w późnojurajskich wapieniach skalistych. Jest w całości widne i suche.

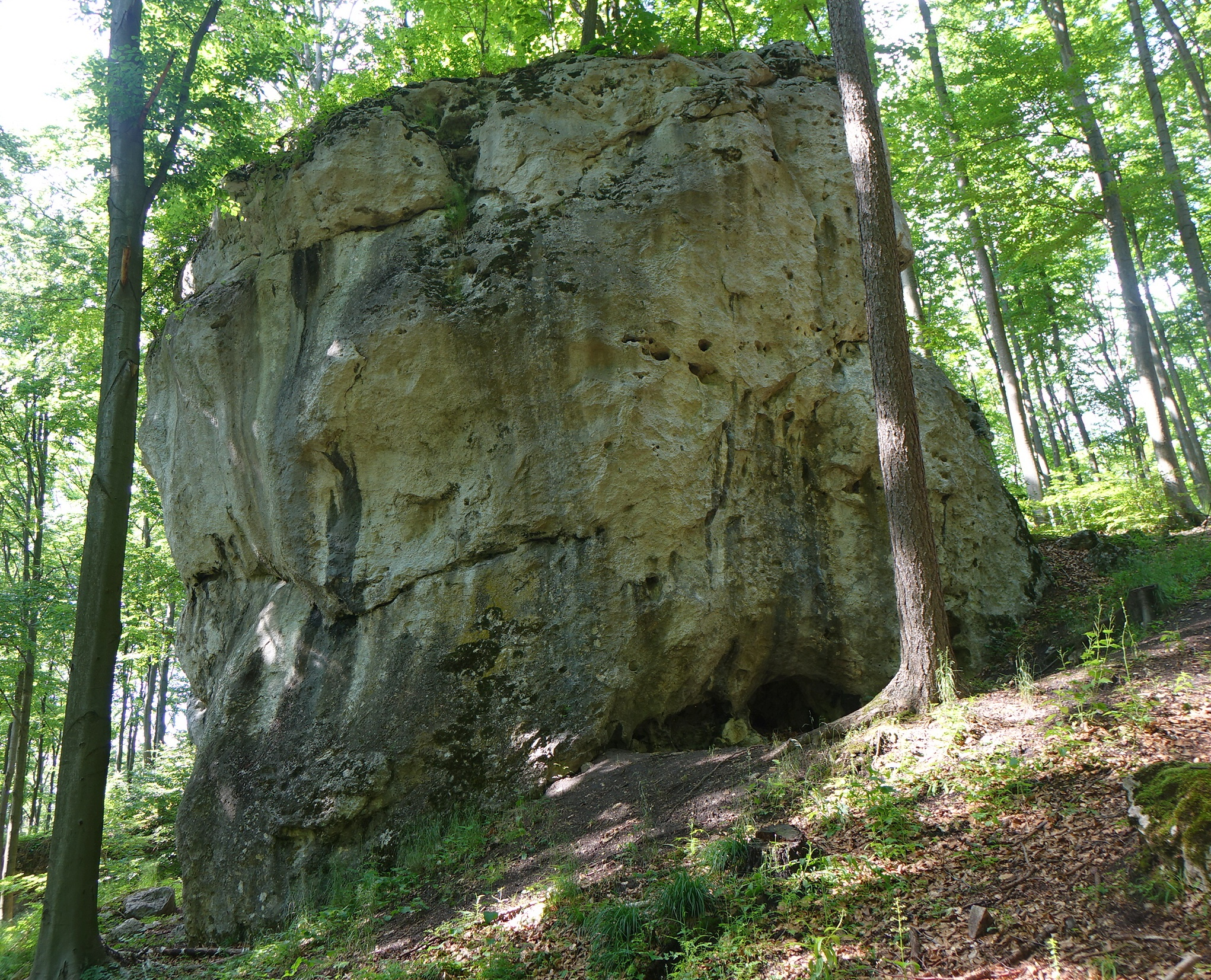
Otwory schroniska widoczne u podstawy skały

W tej samej skale Duch, ale u jej południowo-zachodniej podstawy znajduje się jeszcze dużo większe schronisko Brama w Uroczysku Bogdaniec.